# Resolutie 600 Veiligheidsraad Verenigde Naties
Resolutie 600 van de Veiligheidsraad van de Verenigde Naties werd met unanimiteit aangenomen op 19 oktober 1987.

## Inhoud
De Veiligheidsraad:
- Beveelt de Algemene Vergadering aan om Nauru onder de volgende voorwaarden partij van het Statuut van het Internationaal Gerechtshof te laten worden:
  - Nauru wordt partij na een door het land zelf geratificeerde verklaring bij de secretaris-generaal te hebben ingediend met daarin:

a. De aanvaarding van de voorwaarden in het Statuut van het Hof.
b. De aanvaarding van de verplichtingen die VN-lidstaten hebben in het Handvest van de Verenigde Naties.
c. Een in samenspraak met de Algemene Vergadering bepaalde regelmatige bijdrage aan de kosten van het Hof.

## Verwante resoluties
- Resolutie 570 Veiligheidsraad Verenigde Naties (1985)
- Resolutie 595 Veiligheidsraad Verenigde Naties
- Resolutie 627 Veiligheidsraad Verenigde Naties (1989)
- Resolutie 708 Veiligheidsraad Verenigde Naties (1991)

Lijst ·  594 ·  595 ·  596 ·  597 ·  598 ·  599 ·  600 ·  601 ·  602 ·  603 ·  604 ·  605 ·  606